# 绳索街

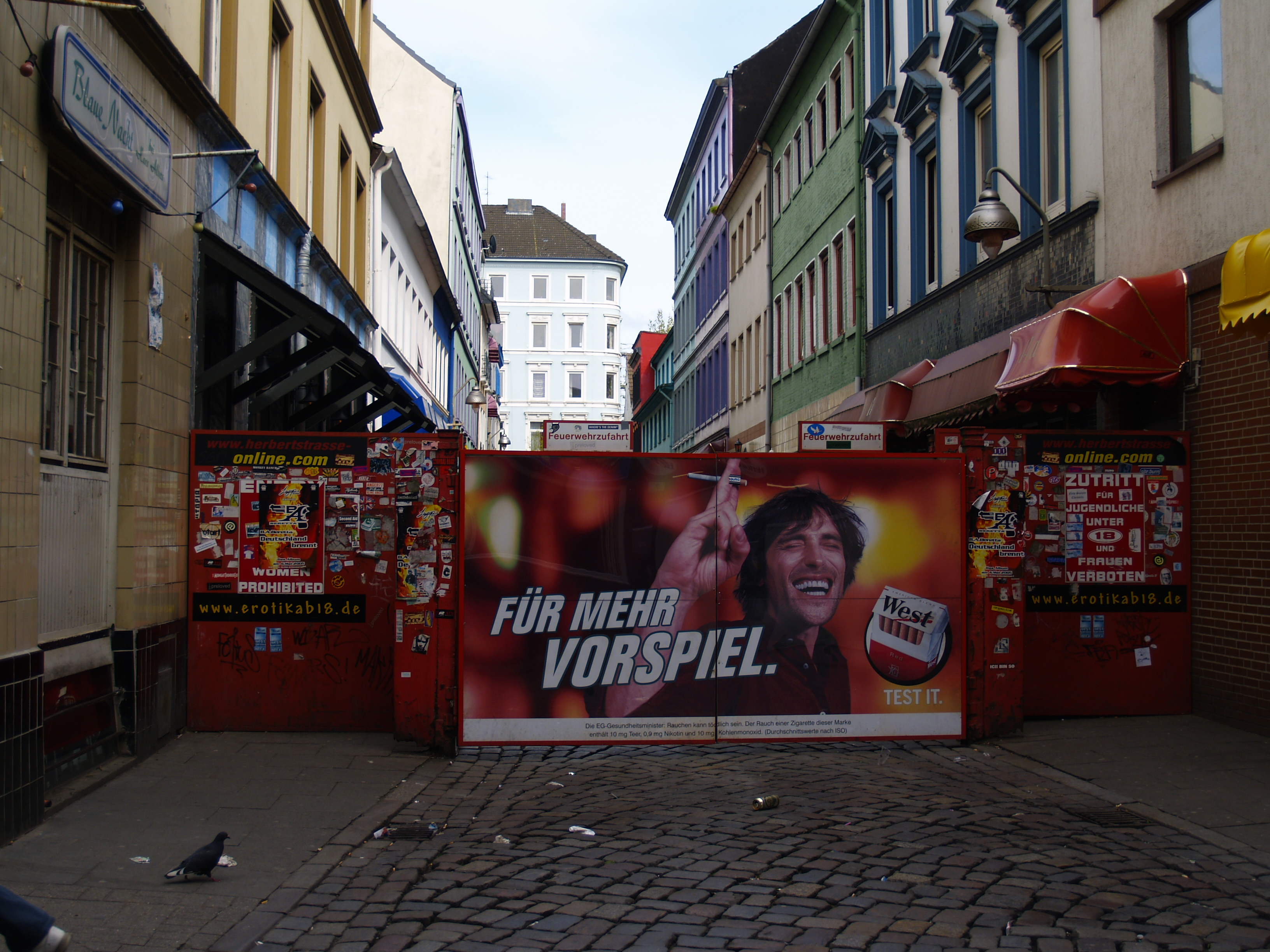
赫伯特街入口，规定女性和18岁以下男性不得入内

绳索街（Reeperbahn）是德国汉堡中区圣保利的一条街道，其名称源自于为港口服务的缆绳工匠。
绳索街是汉堡的夜生活中心，德国最大的红灯区，有脱衣舞俱乐部，性商店，妓院，性博物馆等。 这里也曾是以绳索街为中心的汉堡唐人街的一部分，不过唐人街于1944年毁于纳粹之手。
1960年代初，尚未出名的披头士乐队在汉堡绳索街的几家夜总会演唱。约翰·列侬说：“我可能在利物浦出生 - 但我是在汉堡长大”。绳索街和大自由街路口建有披头士广场。